# 富邦乡
富邦乡，是中华人民共和国云南省普洱市澜沧拉祜族自治县下辖的一个乡镇级行政单位。

## 行政区划
富邦乡下辖以下地区：
富永村、赛罕村、半山村、平安村、多依林村、邦奈村、麻栗坪村和佧朗村。